# Грушко, Ольга Евгеньевна
Грушко Ольга Евгеньевна (29 июля 1936) — советский и российский авиационный инженер, учёная в области металлургии и металловедения алюминиевых сплавов, доктор технических наук.

## Биография
Родилась 29 июля 1936 года в Москве. Окончила МАТИ (1959), кандидат технических наук (1968), доктор технических наук (1990).
Работала во Всероссийском научно-исследовательском институте авиационных материалов (1959—2011), где прошла путь от инженера до главного научного сотрудника. Разрабатывала теоретические основы и промышленные технологии плавки и литья слитков из нового класса алюминиевых сплавов пониженной плотности, легированных литием.
Организатор и руководитель направлений по созданию экономно легированных алюминиевых сплавов и полуфабрикатов из них повышенной технологичности. Разработанные технологии плавки и литья алюминий-литиевого сплава 1420 широко используются в интересах авиационной, автомобильной промышленности и в ином транспортном машиностроении.

## Награды и звания
- Лауреат Государственной премии РФ (1999) за разработку сверхлегких сплавов для авиакосмической техники[4]
- Почётный авиастроитель СССР (1985)[3]
- Почётный работник промышленности г. Москвы (2007)[5]
- Удостоена золотого знака «За заслуги перед ВИАМ» I степени (знак № 18)[6]